# Louisville (Colorado)
Louisville é uma cidade localizada no estado americano de Colorado, no Condado de Boulder.

## Demografia
Segundo o censo americano de 2000, a sua população era de 18.937 habitantes.
Em 2006, foi estimada uma população de 18.417, um decréscimo de 520 (-2.7%).

## Geografia
De acordo com o United States Census Bureau tem uma área de
22,2 km², dos quais 22,1 km² cobertos por terra e 0,1 km² cobertos por água. Louisville localiza-se a aproximadamente 1626 m acima do nível do mar.

## Localidades na vizinhança
O diagrama seguinte representa as localidades num raio de 16 km ao redor de Louisville.